# 博山炉

中山靖王墓出土的铜错金博山炉，是博山炉的代表式样

博山炉，又称博山香炉，是中国古代焚香时使用的一种熏炉。博山炉出现于西汉，盛行于汉魏时期，主要材质为青铜或陶瓷，以炉盖呈山形为特征。

## 形制

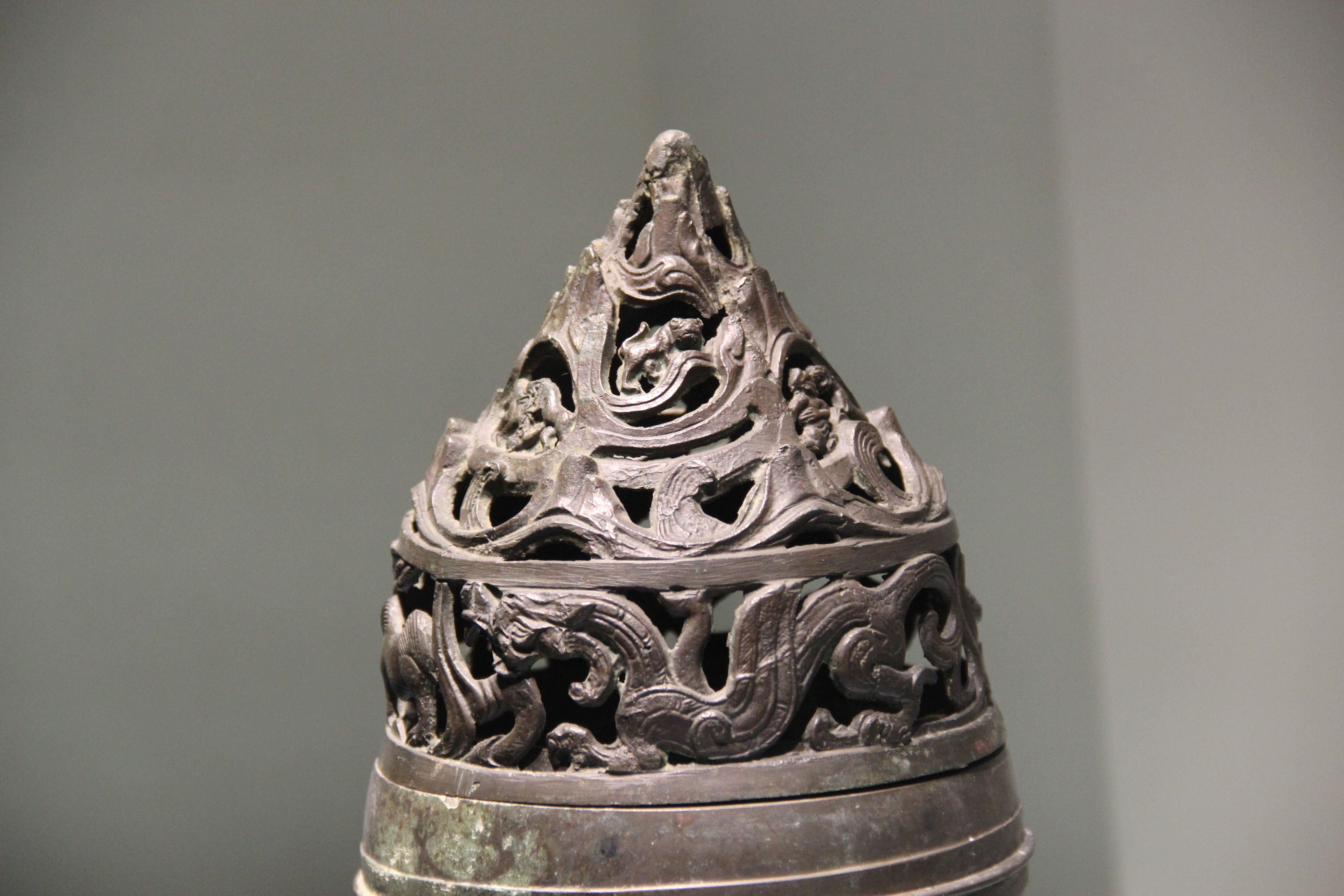
满城汉墓博山炉的细部

博山炉的结构主要为炉体和底座，在炉体上有山形盖，盖上一般雕刻人物、龙虎、鸟兽等，并有镂空的孔洞，以便使香烟透出，形成一种云雾环山缭绕的效果。一般认为盖子做成山形是象征海外的仙山“博山”，符合汉魏盛行神仙家说的文化氛围，亦有学者认为其原型为华山、泰山、蓬莱山、须弥山、昆仑山等，或许还含有封禅的含义，其真正的含义尚不完全清楚。
底座为圆盘形，中间一般亦会雕刻有人物、龙虎、鸟兽等造型。亦有用没有承盘的。茂陵出土有带有长柄的鎏金银博山炉。材质主要为铜制，亦有陶瓷制、玉制的，汉代的铜制博山炉常有鎏金、银或镶嵌宝石。
后来魏晋南北朝时佛教亦沿用此种香炉，纹饰则常用莲花、火焰、祥云等。这种形制的香炉亦传到了朝鲜半岛及日本等地。日本藏有隋唐时期的白瓷制博山炉，博山盖为莲花形，受佛教影响很深。

## 记载
最早提到博山炉的文献是《西京杂记》，其卷一中称：
长安巧工丁缓者……又作九层博山香炉，镂为奇禽怪兽，穷诸灵异，皆自然运动。
现在考古学上虽然称这种熏炉为博山炉，但这种熏炉或一同出图的物品的铭文上并没有任何“博山炉”的字样，而是仅仅称之为熏炉或错炉。
目前已知最早提到这种熏炉叫博山炉的是宋代吕大临的《考古图》：
按漢朝故事，諸王出閣則賜博山香爐，《晉東宫舊事》曰：太子服用則有博山香爐，象海中博山。下有槃貯湯使潤氣蒸香，以象海之囬環。此器世多有之，形制大小不一。
同为宋代人的乐史则在其《太平寰宇记》中引《名山记》说：
華岳有三峰，直上數千仞，基廣而峰峻，迭秀迄於嶺表，有如削成，今博山香爐，形實象之。

## 历史

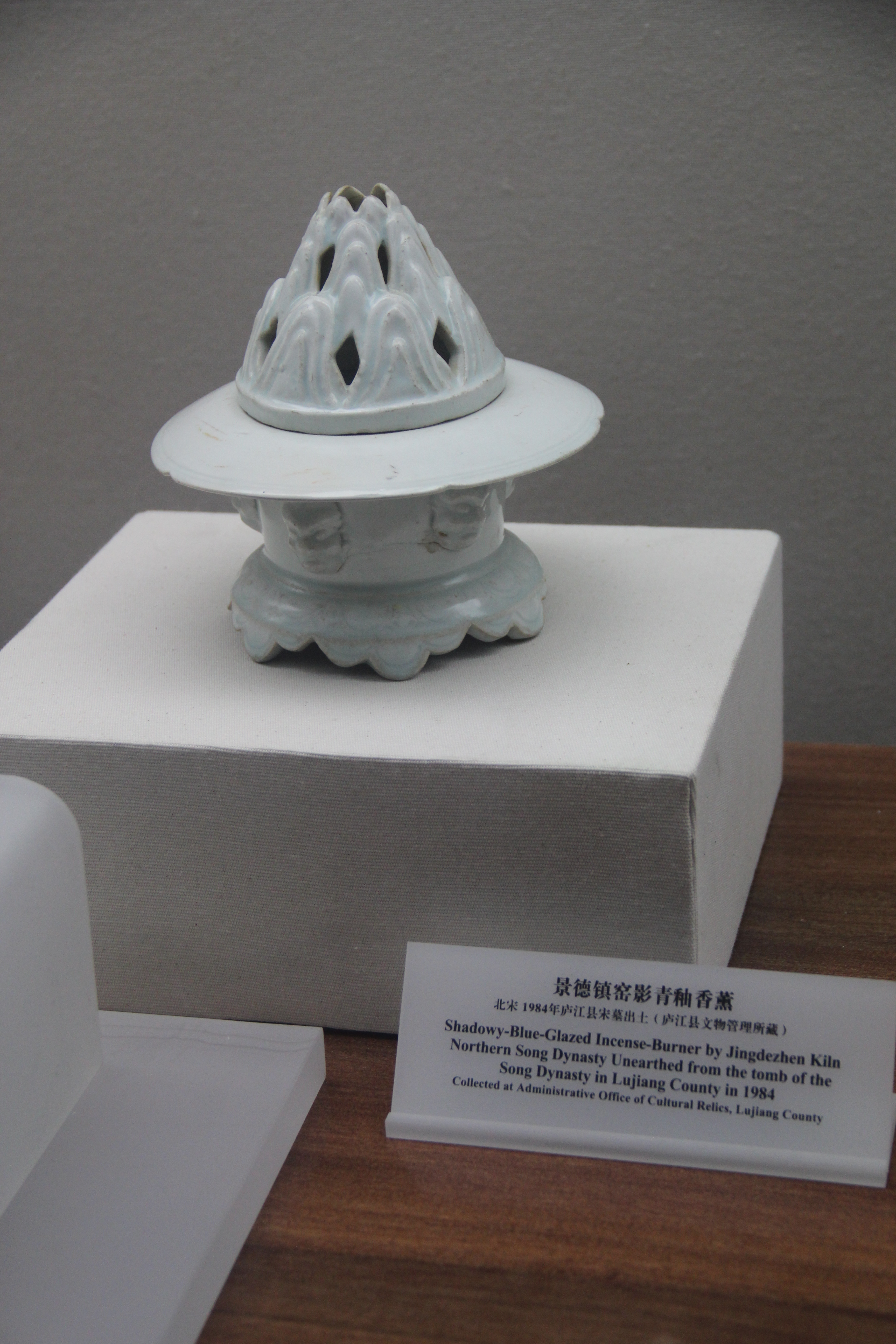
北宋景德镇窑影青釉香薰，有着博山形的炉盖

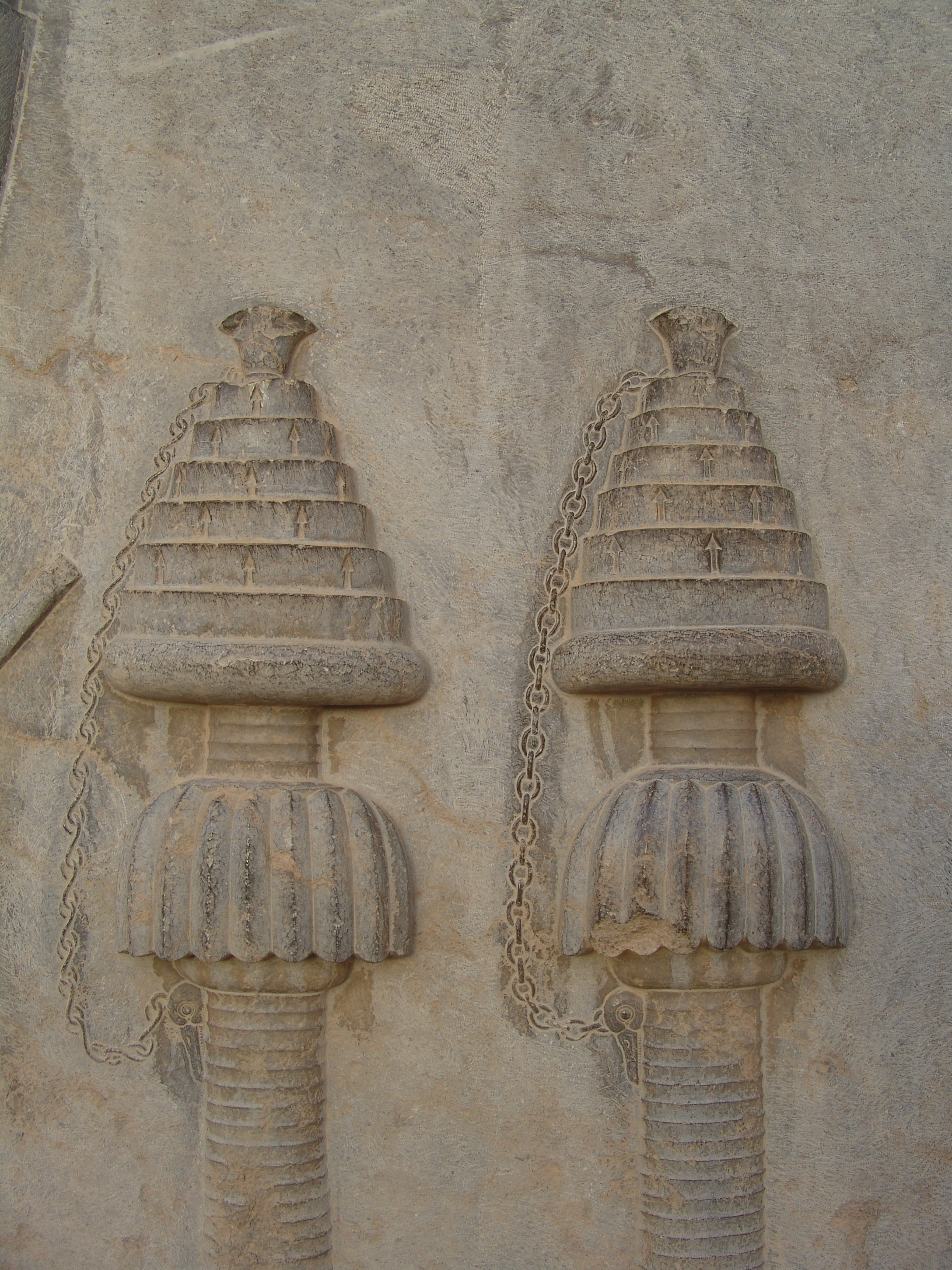
波斯波利斯百柱厅壁画上的圆锥盖形香炉，有学者认为是博山炉的原型。

战国末期南方楚地产生的豆形香炉传至北方后（也有学者认为楚地的香炉本身就和西北有关），汉代获得的西域的树脂类香料与南方的香料不同，为了适应这种新的香料，香炉变得更加深、圆，到了汉景帝时期，为增加安全性而出现了承盘，但其盖仍然为豆形的扁平盖。到了汉武帝时期，由于西域丝路的开辟，西域的高盖形香炉流入了中国，原有的香炉形状也向着高盖形发展，随着与西域香炉的融合，诞生了博山炉。这种圆锥形盖的香炉跟近东古代的香炉十分相似，近东的香炉亦影响了基督教使用的香炉。但圆锥形盖被具体化为山形，及其所有的方仙道含义则完全本地化了。
到了宋代，博山炉多变为瓷制，形制也发生了变化，只保留了博山形的炉盖，炉身则常用不同的搭配。韩国存有宋代青瓷制的博山盖形香炉，日本也有类似的博山盖形香炉。元代亦有博山盖式香炉，北京德胜门外出土一炉身为鼎式的博山盖式元代香炉，可能是作供具用，和之前个人或宫廷熏香的用法大异其趣，正是博山炉的尾声。

## 图集
| - 韩国国宝百济金铜大香炉，为博山炉 - 汉武帝茂陵出土的鎏金銀竹節銅熏爐，可能是漢武帝賜給平阳公主及其夫衛青的賞物 - 洛阳博物馆藏的东汉博山炉 - 汉青铜博山炉，藏台北故宫博物院 - 西汉鹤龟顶铜博山炉，藏新乡市博物馆 - 西汉龟鹤博山炉，藏陕西历史博物馆 - 西汉青铜博山炉，藏徐州博物馆 - 东汉辟邪（貔貅）博山炉，藏巴黎吉美博物馆 - 东汉博山炉，藏洛杉矶郡艺术博物馆 - 汉代的陶制博山炉，藏檀香山艺术博物馆 - 东晋越窑青瓷博山炉，藏浙江省博物馆 - 镶有绿松石和红玉髓的错金博山炉，藏弗瑞尔艺廊 - 东汉带托盘的铜制博山炉，藏维多利亚和阿尔伯特博物馆 - 台北故宫博物院藏汉陶制博山炉 - 洛杉矶郡艺术博物馆所藏东汉博山炉 - 乐浪郡绿釉博山炉，藏东京国立博物馆 |

## 外部連結
维基共享资源上的相關多媒體資源：博山炉